# Уильямс, Улис
Улис Уильямс (англ. Ulis Williams; род. 24 октября 1941, Холландейл, Миссисипи) — американский легкоатлет (бег на короткие дистанции), чемпион летних Олимпийских игр 1964 года в Токио, рекордсмен мира.

## Биография
Уильямс родился в Холландейле (штат Миссисипи). В 1962 и 1963 годах Уильямс выигрывал чемпионат Ассоциации американских университетов в беге на 440 ярдов. В 1962 году он был назван спортсменом года по лёгкой атлетике в своей средней школе. После окончания школы Комптона Уильямс поступил в Университет штата Аризона и выиграл чемпионат Национальной ассоциации студенческого спорта в беге на 440 ярдов в 1963 году и на 400 метров в 1964 году.
На Олимпиаде в Токио Уильямс выступал в беге на 400 метров и эстафете 4×400 метров. В первом виде Уильямс пробился в финальный забег, где с результатом 46,0 секунды занял пятое место. В эстафете команда США (Оллан Касселл, Майк Ларраби, Уилис Уильямс, Генри Карр), за которую Уильямс бежал на третьем этапе, завоевала золотые медали с результатом 3:00,7 секунды (мировой рекорд), опередив команды Великобритании и Тринидада и Тобаго.
Позже он почти три десятилетия работал на различных ответственных должностях в компании «Compton Community College» в Комптоне (штат Калифорния). С марта 1996 года по 2005 год Уильямс занимал пост президента «Compton Community College».